# Fluesnappere
Fluesnappere (Muscicapidae) er en stor familie af sangfugle, som er udbredt i Europa, Afrika og Asien. Foruden fluesnappere omfatter familien nu også de såkaldte jordsangere som rødhals, nattergale, stenpikkere, rødstjerter og bynkefugle. Jordsangerne tilhørte tidligere familien drosler.
Det er typisk små insektædende fugle med et kort, bredt næb som gør dem velegnede til at fange insekter. De fleste arter er mellem 9 og 22 centimeter store. 

## Taksonomi
Nyere forskning indenfor fylogenetisk systematik, der inddrager dna-analyser, har betydet at visse slægter (jordsangerne) som tidligere blev regnet til drosselfamilien i dag regnes til blandt Muscicapidae. Der er nu således over 300 arter i familien. Arterne er fordelt på omkring 58 slægter, der igen kan inddeles i henved 15 stammer (tribusser) og 4 underfamilier.

### Slægter i udvalg
Blandt de omkring 58 slægter findes for eksempel:
- Muscicapa (25 arter, fx grå fluesnapper)
- Erithacus (3 arter, fx rødhals)
- Luscinia (11 arter, fx nattergal)
- Tarsiger (6 arter, fx blåstjert)
- Ficedula (31 arter, fx broget fluesnapper)
- Phoenicurus (11 arter, fx rødstjert)
- Saxicola (15 arter, fx bynkefugl)
- Oenanthe (28 arter, fx stenpikker)
- Monticola (13 arter, fx stendrossel)

Underfamilierne Muscicapinae og Cossyphinae omfatter i Danmark kun slægterne Muscicapa og Erithacus, mens de øvrige danske slægter alle er i underfamilien Saxicolinae. Den fjerde underfamilie Niltavinae med bl.a. arten blå fluesnapper (Cyornis glaucicomans) er fortrinsvis udbredt i Sydøstasien. De to danske ynglefugle grå fluesnapper og broget fluesnapper er således temmelig fjernt beslægtede med hinanden, idet de tilhører forskellige underfamilier.
Slægten Luscinia bør muligvis opsplittes i flere mindre slægter, så kun de to arter nattergal og sydlig nattergal bliver tilbage.

## Billeder
- Blåhals (Luscinia svecica) er i Danmark en trækgæst fra den skandinaviske halvø.
- Husrødstjert (Phoenicurus ochruros) er en fåtallig ynglefugl i Danmark.
- Hvidkronet stenpikker (Oenanthe leucopyga) er en sjælden gæst i Europa fra Nordafrika og Mellemøsten.